# Stellan Colt
Carl Anders Stellan Colt, även kallad Carl Colt, född 4 juli 1964 i Stockholm, är en svensk musiker, musikproducent och företagare. Hans huvudinstrument är trummor, men spelar även bland annat keyboard. Han är verksam i Malmö och gift med TV-programledaren Pernilla Månsson Colt.
Colt har varit medlem av gruppen Time Gallery, som bland annat gav ut skivorna Time Gallery (1989) och Kaleidoscope (1992). Senare har han till exempel arbetat som producent för Mikael Wiehes album Sevilla, som gavs ut 1998.
Stellan Colt har spelat tillsammans med en lång rad svenska musiker, både som studiomusiker och på turnéer med Rocktåget, Lisa Nilsson, Stefan Andersson och Freda'.  
Colt drev ljudproduktionsbolaget Mellotron och radioreklambolaget Radiospot i Malmö. Han var även delägare i Slagthuset, fram till 2021.  Samma år öppnade han restaurang i ett nyrenoverat Bjärreds Stationshus.